# ネオプラン・メガライナー
ネオプラン・メガライナー(Neoplan N128/4 Megaliner)は、ドイツ・ネオプラン社製の2階建大型バス。本項では日本国内における運用状況を中心に記述する。

## 概要
1992年にハノーファーで行われたIAA自動車ショーで発表された。全長14.9 m、車体重量19 t、車両総重量24 tの超大型バスである。車両本体価格はおよそ8,000万円。
定員増に主眼を置いた設計となっており、総座席数は84（86）席（車両により異なる）。1階部分には車いす対応スペースも設置されている。
前輪2軸・後輪2軸の4軸車で、そのうち前2軸が操舵輪である。後輪後軸には右左折時の負荷軽減のため、運転席からのスイッチ操作によってトー角を制御するパッシブステアを備えている。これは、ステアリング時に後輪前軸の駆動軸を中心に起こる横振れによって後輪後軸にかかる横力を逃がすためのもので、ステアリングホイールから直接操舵することはできない。
日本国内に導入された車両のトランスミッションは、先行供用されたジェイアールバス関東所属の1台のみが8速MT、残りの3台は12速ATである。

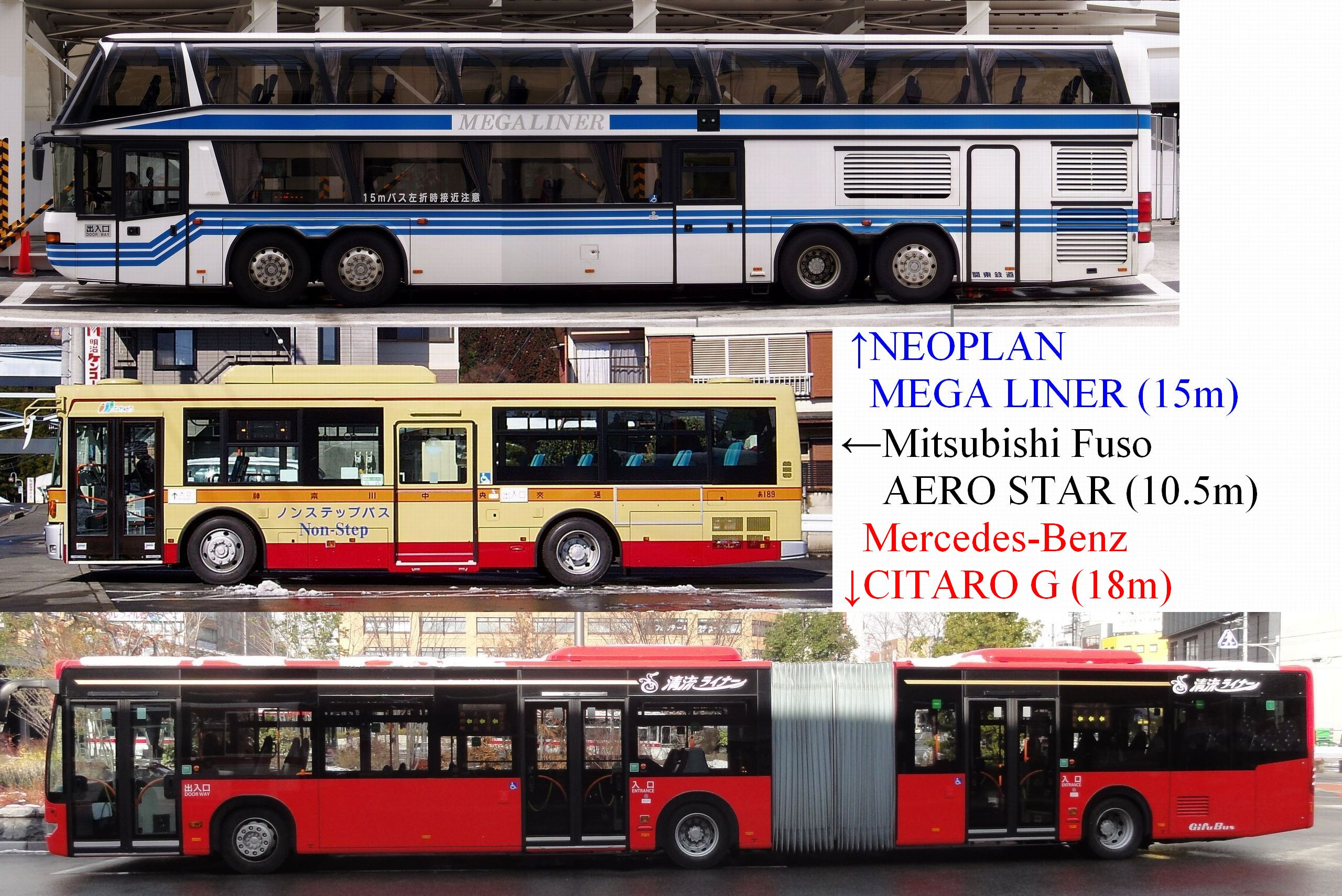
メガライナー（上）・通常の路線バス車両（中）・連節バス（下）の比較

なお、本車は車両制限令に基づく最大長の12 mを超過しているため、本車を日本国内で走行させる場合は、運行経路や使用時間帯などを道路管理者へ申請した上で特殊車両通行許可を得る必要がある。これにより通行可能な道路が制限されるため、道路混雑時や通行止め時の迂回が不可能であるなど、運行上の制約が多くなる。

### 主要諸元
- 型式：N123/4 もしくは N128/4
- 全長：14,990mm
- 全高：3,790mm
- 全幅：2,490mm
- 車両重量：19,600kg
- 乗車定員：84名 (86名)
- 車両総重量：24,220kg (24,330kg)
- エンジン：メルセデスベンツ OM422LA V型8気筒
- 排気量：14,618cc
- 最高出力：390kW (530PS) / 2,100rpm
- 最大トルク：1,990N·m (203kgf·m) / 1,200rpm
- トランスミッション：8速MT / 12速AT

## 運用

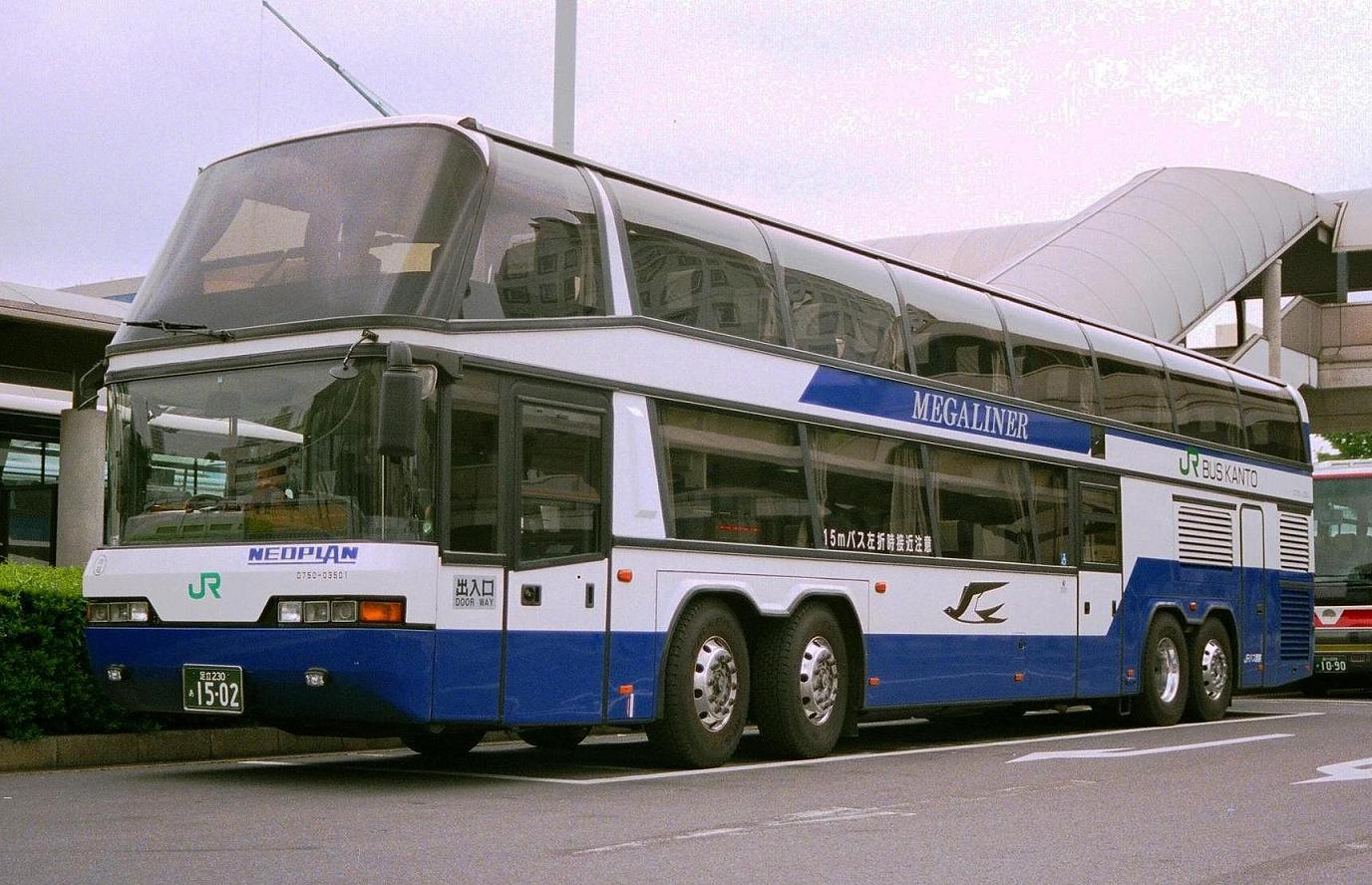
ジェイアールバス関東所属車 D750-03501
※：火災事故により廃車
（つくば号時代、つくばセンターにて）

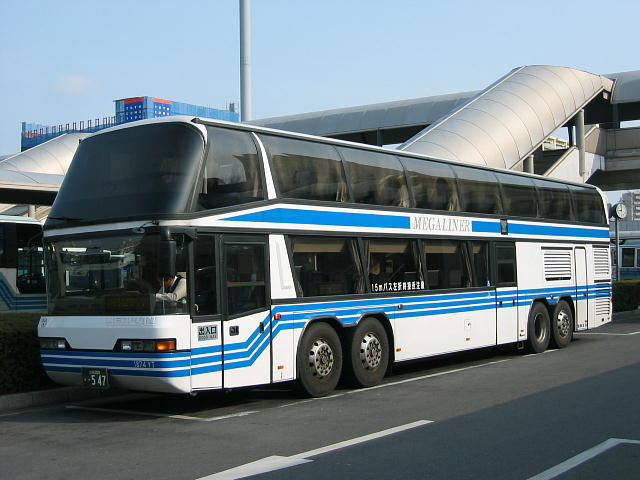
関東鉄道所属車 1874YT
（つくばセンターにて）

慢性的に利用者が多かった東京駅 - つくばセンター線高速バス（つくば号）の輸送力増強用に、2000年に見本輸入された。その後、2002年12月8日より特殊車両扱いとして、関連する法律の特例措置を受ける形で運行が開始された。
当初はジェイアールバス関東所属の1台が「つくば号」で運行されていたが、のちの増備で4台体制となり、うち2台がジェイアールバス関東所属、残る2台は関東鉄道所属となった。なお、関東鉄道所属の2台はジェイアールバス関東からのリースであった。
車体が長く、通行できる道路が限られていることから、通常車両を使用する便とは走行ルートが異なっていた。下り便のみの差異としては、首都高速道路に入る場合、通常便が宝町出入口からに流入するのに対して、メガライナーは呉服橋出入口から流入していた。また、上下便共通の差異として、下広岡・並木三丁目の両バス停を経由しなかった。また、予備車がないため、車両整備・点検・検査時は通常のハイデッカー車を充当していた。
通行道路の制限は、営業路線のみならず回送時の経路も同様に行われていた。つくばセンターからジェイアールバス関東土浦支店までの回送経路は、道路構造上の理由などで認可が下りなかったため、夜間の下り便運用でつくばセンターに到着した後は関東鉄道つくば中央営業所（谷田部車庫）まで回送し、翌朝の上り便運用まで留置していた。

### 夜行路線への転用

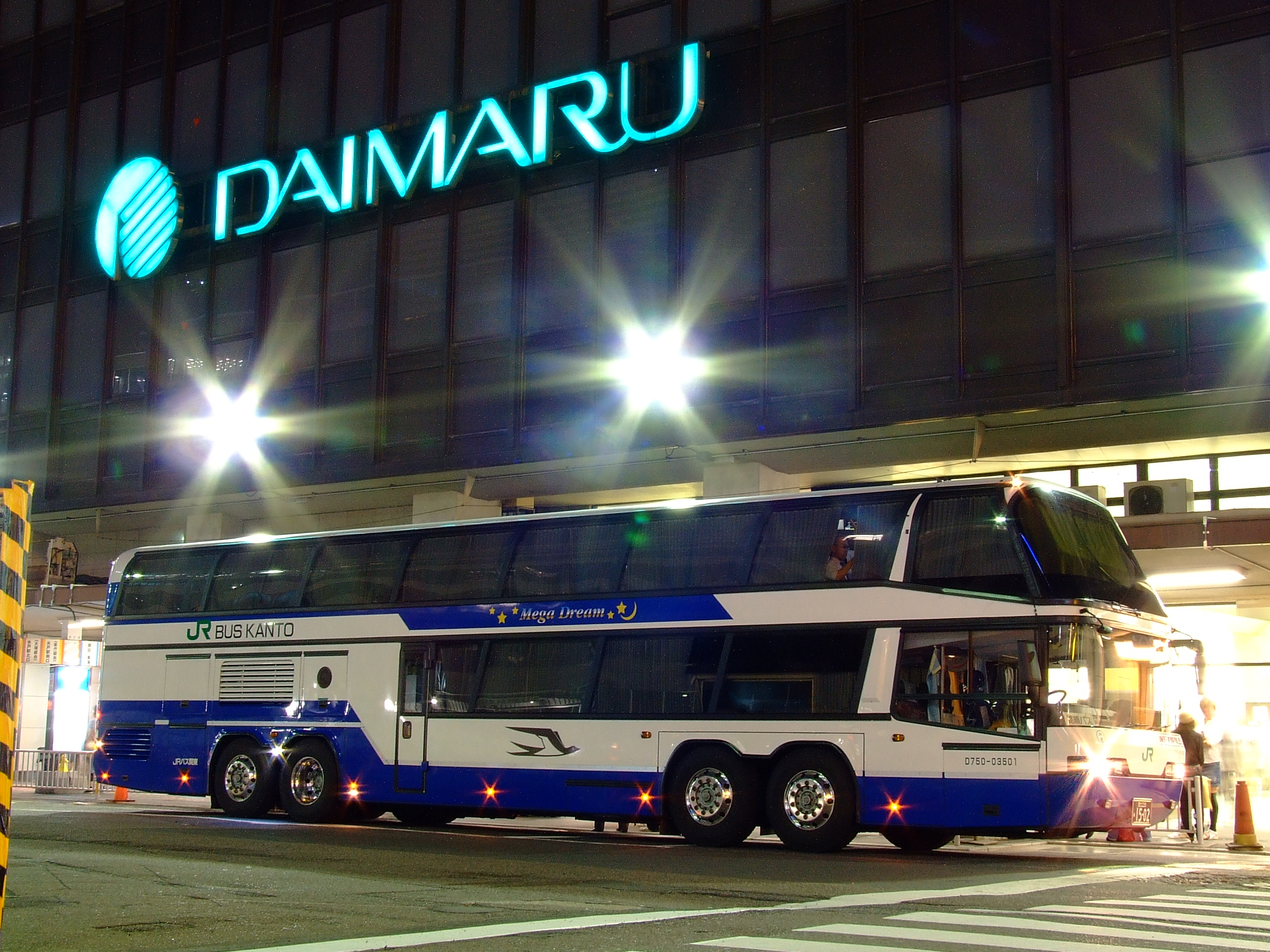
ジェイアールバス関東所属車 D750-03501
※：火災事故により廃車
（青春メガドリーム号転用後、東京駅八重洲南口にて）

2005年11月1日のダイヤ改正で、首都圏新都市鉄道つくばエクスプレスの開業により乗客が減少した「つくば号」の運用から関東鉄道つくば中央営業所の2台が外れ、ジェイアールバス関東東京支店へ返却された。
2006年6月1日のダイヤ改正で、「つくば号」運用からジェイアールバス関東の2台が撤退。関東鉄道つくば中央営業所へリースしていた2台は、西日本ジェイアールバス大阪高速管理所に転配された。
その後、東京 - 大阪のドリーム号系統の慢性的な混雑の緩和と、当時増加していた乗合バスを模倣した格安ツアーバスに対抗するため、2006年6月14日に運行を開始した東京駅 - 大阪駅の「青春メガドリーム号」の運用にメガライナーが充当された。当時は「つくば号」時代と異なり予備車が確保できていたので、2006年7月1日から多客時には「青春メガドリーム号」の臨時便も運行された。
なお「青春メガドリーム号」においても通行道路の制限があり、一般道路への迂回による運行経路の変更ができないため、経路上で通行止めなどが発生した場合には、最寄りのサービスエリアやパーキングエリア等で待機することがある旨の案内が出発時に行われていた。また新御堂筋の千里中央 - 江坂間は、他のドリーム号とは異なり本線を通行できないことから、側道を通行していた。
しかし、下記の火災事故によって全車除籍となり、残存していた車両もドイツに返却された。

### 火災事故と除籍
2008年5月28日23時55分頃、「青春メガドリーム2号」（大阪駅桜橋口22時40分発東京駅行）として運行中だった西日本ジェイアールバスの車両（車両番号：749-2994）が、名神高速道路大津サービスエリア付近を走行中に出火し全焼。乗客と運転手あわせて61人に死傷者はなかった。原因はエンジンブロー説が有力とされるが、整備不良なのか車体に異常があったのかは不明。当該車両は廃車となり、同年7月10日に解体処分された。その代替として、青春メガドリーム号カラーの三菱ふそう・エアロキングが増備されている。
それから10か月後の2009年3月16日4時15分頃、前年の火災と同じ「青春メガドリーム2号」として運行中だったジェイアールバス関東の車両（車両番号：D750-03501）が、東名高速道路牧之原サービスエリア付近にてターボチャージャーのシャフトが折れたことをきっかけにエンジンブローを起こし出火。同サービスエリアに緊急停車後、全焼した。こちらも乗客と運転手あわせて78人に死傷者はなく、当該車両は廃車となった。
この事故を受け、ジェイアールバス関東は同日発以降のメガライナー運行中止を発表した。同時に国土交通省は、両社に対してメガライナーの除籍およびドイツへの返却を指示。その後さらに「2度も炎上事故を起こした事実は重い」として、残り2台の運行中止を運行各社に指示した。
その後、2台ともドイツへ返却された。これにより「青春メガドリーム号」は、2009年4月18日から同年9月10日の廃止までの間、西日本ジェイアールバス所属の2階建て車両（三菱ふそう・エアロキング）で隔日での運行を継続することになった。
なお、この火災事故との関連性は不明であるが、メガライナーの兄弟車であるスカイライナー（2003年式、ローレル観光所属）がジェイアールバス関東車の事故から6か月後の2009年9月20日に、同じく東名高速道路牧之原付近で出火事故を起こしており、こちらもターボチャージャーの故障が原因とされている。